# Siron Blang
Siron Blang is een bestuurslaag in het regentschap Aceh Besar van de provincie Atjeh, Indonesië. Siron Blang telt 411 inwoners (volkstelling 2010).